# کی هوتری
کِی هوتری (انگلیسی: Kay Hawtrey؛ زادهٔ ۸ نوامبر ۱۹۲۶ میلادی) بازیگر و صداپیشه اهل کانادا است.
از فیلم‌ها یا مجموعه‌های تلویزیونی که وی در آن‌ها نقش داشته است، می‌توان به مکس و روبی اشاره نمود.